# Ia sochla s ouma
Singles de t.A.T.u.
Nas ne dogoniat
(2001)
Clip vidéo
[vidéo] « Ia sochla s ouma », sur YouTube
Ia sochla s ouma (en cyrillique russe : Я сошла с ума, « J'ai perdu l'esprit »), plus communément translittérée en Ya soshla s uma, est une chanson du groupe féminin russe t.A.T.u., issue de leur premier album studio, 200 po vstretchnoï, sorti en 2001. La chanson sort en tant que premier single de l'album le 19 décembre 2000. La chanson est écrite en langue russe par Sergio Galoyan, Elena Kiper et Valeri Polienko, tandis que la production est assurée par Ivan Chapovalov. Le morceau est de genre pop rock et electronica, disposant d'une instrumentation composée de synthétiseurs, de claviers, de guitares et de batteries. La chanson possède une version en langue anglaise, All the Things She Said, paru sur le premier album studio en anglais du groupe, 200 km/h in the Wrong Lane, sorti en 2002.
Ia sochla s ouma reçoit des avis favorables de la part des critiques de musique, qui considèrent que le morceau se démarque des autres pistes de l'album. La chanson rencontre un certain succès en Europe de l'Est et atteint la première place du classement musical russe et polonais. Chapovalov réalise le clip du single, qui met en scène le duo, Julia Volkova et Lena Katina, en tenue d'écolière, en train de chanter et s'embrasser devant un public sous une pluie battante, barré derrière un grillage. La scène du baiser provoque une grande controverse dans le monde entier après la sortie de la version en anglais.

## Contexte
En 1997, Julia Volkova et Lena Katina rejoignent un groupe musical composé d'enfants appelé Neposedi. Cependant, Volkova est renvoyée un an plus tard en 1998. Les tabloïds russes affirment que son expulsion est motivée par sa mauvaise conduite et son comportement perturbateur vis-à-vis des autres membres. Elle aurait l'habitude de se déshabiller, fumer, boire de l'alcool et jurer, ce que nie Neposedi. Quant à Katina, elle reste encore un an au sein du groupe. En 1999, les producteurs russes Ivan Chapovalov et Alexandre Voïtinski organisent une audition dans l'optique de former un groupe composé de deux adolescentes. Volkova et Katina y participent et sont finalement choisies. Bien que se connaissant toutes les deux, elles ne savaient pas l'une et l'autre que l'autre avait également auditionné. En 1999, pour leur première fois en Russie, Chapovalov nomme le groupe Тату (Tatou), nom qui provient du mot anglais « Tattoo » signifiant tatouage. Au cours de leurs premières réunions, Voïtinski décide de quitter le projet. Chapovalov embauche alors Elena Kiper pour co-écrire et co-produire les musiques de Тату.
Ia sochla s ouma est une musique électronique enregistrée en langue russe, écrite par Sergio Galoyan, Elena Kiper et Valeri Polienko et produite par Ivan Chapovalov. Les trois auteurs, aux côtés de Chapovalov, ont produit cinq versions avec différents couplets et refrains pour la chanson avant même de commencer les enregistrements de démonstration. Dans l'une des premières ébauches sont apparus les mots Ia sochla s ouma dans le refrain. L'idée leur est venue lorsque Kiper assiste à un rendez-vous chez le dentiste ; pendant son opération sous anesthésie, elle rêvait qu'elle embrassait une autre femme. Elle se réveilla alors en disant « Ia sochla s ouma », qui signifie « J'ai perdu l'esprit ». Après avoir raconté son rêve à Chapovalov, il commence à écrire la deuxième phrase « Mne noujna ona », qui signifie « J'ai besoin d'elle » et opte finalement pour cette version de texte. Chapovalov décide de porter le concept du lesbianisme à travers la chanson. Lorsque le quatuor termine la production de la chanson, le co-manager et responsable de la gestion des technologies de l'information de t.A.T.u., Boris Renski, décide d'annuler la sortie du single parce qu'il sentait que le résultat final serait un échec. Chapovalov persuade alors Renski de continuer le projet, et offre de payer le clip lui-même (dont la somme finale s'élève à environ 35 000 $) ; ce que Renski accepte.

## Accueil et performance commerciale
Au début de l'année 2001, dans le cadre d'un sondage organisé par Universal Music Group, le public interrogé est appelé à voter pour la meilleure chanson de l'album. Les résultats amènent Ia sochla s ouma à la première place, Nas ne dogoniat à la deuxième et Mal'tchik-gueï à la troisième. Le single remporte le MTV Video Music Award de la meilleure chanson russe. La même année, Ia sochla s ouma remporte le 100 Pound Hit décerné par Hit FM Russie ; qu'elles ont interprété le soir même.
Le morceau fait sa première apparition à la radio russe en septembre 2000 et le clip un mois plus-tard sur MTV Russie. Le single sort le 19 décembre de la même année en Russie, le groupe donne sa première conférence de presse dans un établissement d'enseignement secondaire près de la station de métro Pouchkinskaïa,. Les stations de radio russes nationales et locales diffusent la chanson plus de 10 000 fois et le CD single — comprenant le single, quatre remixes et deux clips — est vendu à 50 000 copies, alors que les copies pirates sont estimées à 200 000. À la fin de l'année 2000, le single atteint la 89e place aux classements musicaux russes, alors qu'il n'était sorti que depuis 12 jours. Même en dehors de la Russie, en particulier en Europe de l'Est, le single rencontre un franc succès. En octobre 2001, le single sort officiellement en République tchèque, en Bulgarie, en Slovaquie et en Pologne,. À sa date de sortie, le single atteint la première place du classement musical de la chaîne bulgare MM, dépassant certaines stars de la musique comme Limp Bizkit et Jennifer Lopez. Le single atteint également la première place au classement musical russe, culminant à cette place pendant dix-huit semaines consécutives, de même qu'en Pologne où il parvient à la première place du top 50 polonais. En Lettonie, il se positionne à la 8e place du top 30 et en République tchèque à la 18e du top 50.
À la fin de l'été 2002, la version anglaise de la chanson, All the Things She Said, sort à travers l'Occident et devient dans les années qui suivent un grand succès commercial.

## Clip vidéo

### Développement
Le clip est réalisé par Ivan Chapovalov, son tournage, dont le coût s'élève à environ 35 000 dollars américains, a eu lieu dans un aérodrome désaffecté du champ de Khodynka à Moscou. Les scènes, montrant la foule à travers la clôture ainsi que le trafic automobile en fond, sont filmés sur l'avenue Koutouzov. Le tournage débute le 4 septembre 2000 et dure pendant plusieurs jours. Pour les besoins du clip, Chapovalov fait perdre dix kilos à Katina et Volkova teint ses cheveux blonds en noir, les deux doivent également s'appliquer de l'autobronzant.

### Scénario
Le clip met en scène Julia et Lena en tenue d'écolière, chantant ensemble sous une pluie battante. Enfermée derrière un grillage, les deux adolescentes finissent par s’embrasser, tandis que de l'autre côté, une foule de spectateurs semble regarder consternée ces deux jeunes filles en cage. Les gens chuchotent et secouent leur tête, représentant les préjugés et la discrimination envers les homosexuels, alors que les adolescentes tentent de s'échapper. La vidéo se termine de façon ironique lorsque les filles vont à l'angle du bâtiment et disparaissent dans l'horizon en se tenant la main, révélant que les spectateurs étaient les vrais prisonniers. Enfin libéré de l'oppression de la société, le ciel finit par se dégager, éclairant leur chemin ; tandis que la foule reste, sous l'averse, dans la pénombre.

### Réception
MTV Russie, qui peut être retransmis dans de nombreux pays non-russophones, diffuse le clip dans la catégorie « A » (35 diffusions par semaine) pendant un mois et demi, puis dans la catégorie « B » (24 diffusions par semaine) durant 3 mois de plus. Le clip est également diffusé sur la chaîne musicale nationale Muz-TV dans la catégorie « B » (20 diffusions par semaine) pendant trois mois. Une fréquence de diffusion extrêmement élevé pour ces deux chaînes musicales à cette époque.
Le clip est très controversé dans les pays européens qui le diffusent, pas seulement à cause du thème lesbien de la vidéo mais pour beaucoup de téléspectateurs, il a été choquant de voir deux jeunes filles mineures s'embrasser[réf. nécessaire]. Cependant, la diffusion du clip est maintenue à la télévision, la première fois en octobre 2000 sur MTV Russie. Lors de l'émission Black and White sur STS, les filles parlent de la première fois qu'ils ont vu le clip (qui était à la télévision). Julia déclare sa surprise de voir qu'il s'agit vraiment d'elles sur la vidéo et Lena s'attendait à ce que la vidéo soit plus longue qu'elle ne l'est. Le remix du single par HarDrum possède également un clip, qui présente en continu les images du baiser de la vidéo originale et comprend aussi du contenu inédit. Le clip du remix est également inclus sur le premier album de compilation du groupe, The Best, sorti en 2006. En septembre 2001, MTV Russie annonce que les spectateurs ont élu le clip du single « meilleur clip de l'année ».

## Liste des pistes
- CD maxi single en Russie[17]

1. Я сошла с ума (Version originale) – 3:35
2. Я сошла с ума (Remix par DJ Ram) – 4:05
3. Я сошла с ума (Remix par S. Galoyan) – 4:33
4. Я сошла с ума (Remix breakbeat par DJ Ram) – 3:40
5. Я сошла с ума (Remix par HarDrum) – 4:10
6. Я сошла с ума (Clip vidéo) – 3:51
7. Я сошла с ума (Clip vidéo du remix par HarDrum) – 4:02

- Cassette maxi single en Russie[18]

1. Я сошла с ума (Version originale) – 3:35
2. Я сошла с ума (Remix par DJ Ram) – 4:05
3. Я сошла с ума (Remix par S. Galoyan) – 4:33
4. Я сошла с ума (Remix breakbeat par DJ Ram) – 3:40
5. Я сошла с ума (Remix par HarDrum) – 4:10

- CD single promotionnel en Pologne[19]

1. Я сошла с ума – 3:35

## Classement
| Pays (2000-2001)            | Meilleure position |
| --------------------------- | ------------------ |
| Lettonie (Top 30)           | 8                  |
| Pologne (Top 50)            | 1                  |
| République tchèque (Top 50) | 18                 |
| Russie (Top 100)            | 1                  |